# والتر غريفين
والتر غريفين (بالإنجليزية: Walter Griffin)‏ هو رسام أمريكي، ولد في 1861 في بورتلاند في الولايات المتحدة، وتوفي بنفس المكان في 18 مايو 1935.